# Hoàng Thị Hương
Hoàng Thị Hương (sinh k. 1934) là một cựu vận động viên bắn súng thể thao Việt Nam. Cô đã tham gia thi đấu trong nội dung súng ngắn 50 mét tại Thế vận hội Mùa hè 1972 và đạt thứ hạng 56. Cô đã kết hôn với vận động viên bắn súng cũng từng tham dự Thế vận hội Vũ Văn Danh.